# میناموتو نو یوکی‌ایه
میناموتو نو یوکی‌ایه (به ژاپنی: 源 行家 Minamoto no Yukiie); ۱ ژانویهٔ ۱۱۵۰ – ۱ ژوئن ۱۱۸۶) سامورایی و برادر میناموتو نو یوشیتومو، عموی میناموتو نو یوریتومو و یکی از فرماندهان خاندان میناموتو اهل ژاپن بود.